# Tiny Ron
Tiny Ron, eigentlich Ronald Taylor (* 21. November 1947 in Torrance, Kalifornien; † 28. November 2019 in Santa Clarita, Kalifornien), war ein US-amerikanischer Schauspieler und Basketballspieler.

## Leben und Werk
Er wuchs in Torrance auf. Nach seinem Abschluss an der High School absolvierte er ein Sport-Studium an der University of Southern California.
Der 2,13 m große Taylor war von seiner Jugend an bis Ende der 1970er-Jahre als professioneller Basketballspieler tätig. Er wurde beim NBA-Draft 1969 von den Seattle SuperSonics ausgewählt, spielte letztlich aber nie in der National Basketball Association (NBA). In der American Basketball Association (ABA) stand er für die Washington Caps, New York Nets, Virginia Squires und die Pittsburgh Condors als Spieler unter Vertrag. Später lebte er einige Jahre lang in Österreich, wo er insgesamt sechsmal als Spieler die österreichische Basketball-Meisterschaft gewann.
Nach seiner Rückkehr in die USA absolvierte er eine professionelle Schauspielausbildung. Von 1982 bis 2016 war er als Schauspieler vor der Kamera tätig und wirkte in rund 27 Film- und Fernsehproduktionen mit. Aufgrund seiner überragenden Körpergröße war er oftmals als Bösewicht bzw. in Schurkenrollen besetzt. In dieser Zeit nahm Taylor auch seinen Künstlernamen Tiny Ron auf Anraten eines Schauspiellehrers an. Er wirkte unter anderem in den Serien Star Trek: Deep Space Nine und Star Trek: Raumschiff Voyager oder in den Filmen Ace Ventura – Ein tierischer Detektiv und Last Man Standing mit. Vielen Zuschauern ist er vor allem durch seine Rolle als Auftragskiller Lothar in der Rocketeer-Verfilmung in Erinnerung geblieben.
Er starb im November 2019 kurz nach seinem 72. Geburtstag an den Folgen einer Krebserkrankung.